# Zhang Jie (halterófilo)
Zhang Jie (en chino: 张杰; Changle, 26 de agosto de 1987) es un deportista chino que compitió en halterofilia.
Ganó dos medallas en el Campeonato Mundial de Halterofilia, oro en 2011 y plata en 2010. Participó en los Juegos Olímpicos de Río de Janeiro 2016, ocupando el cuarto lugar en la categoría de 62 kg.

## Palmarés internacional
| Campeonato Mundial | Campeonato Mundial | Campeonato Mundial | Campeonato Mundial |
| Año                | Lugar              | Medalla            | Categoría          |
| ------------------ | ------------------ | ------------------ | ------------------ |
| 2010               | Antalya (Turquía)  | Medalla de plata   | 62 kg              |
| 2011               | París (Francia)    | Medalla de oro     | 62 kg              |